# St. Willibrord (Elcherath)

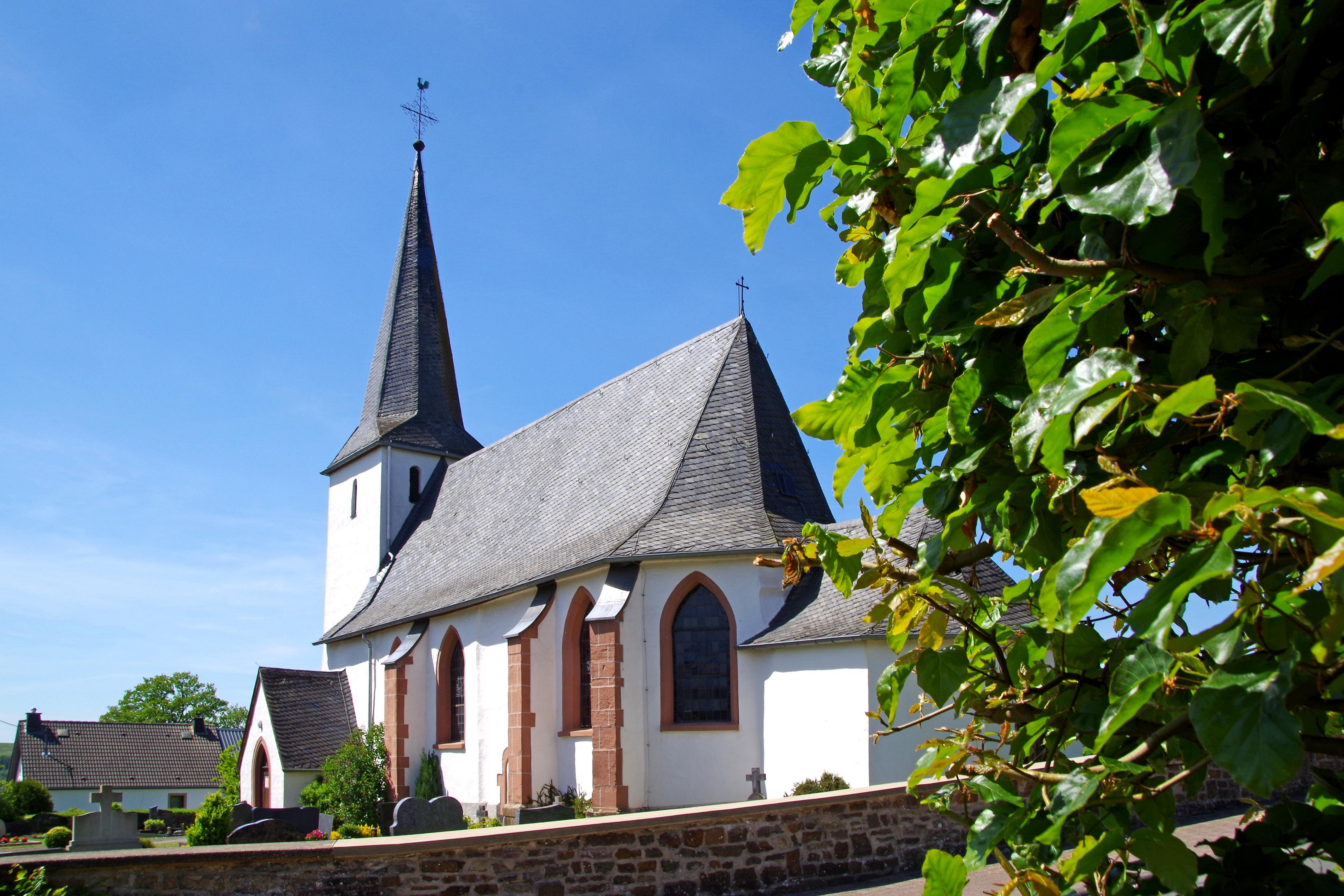
St. Willibrord (Elcherath)

Die Kirche St. Willibrord ist die römisch-katholische Filialkirche in Elcherath, Ortsteil von Winterspelt, im Eifelkreis Bitburg-Prüm in Rheinland-Pfalz. Die Kirche gehört zur Pfarrei Winterspelt in der Pfarreiengemeinschaft Bleialf im Dekanat St. Willibrord Westeifel im Bistum Trier.

## Geschichte

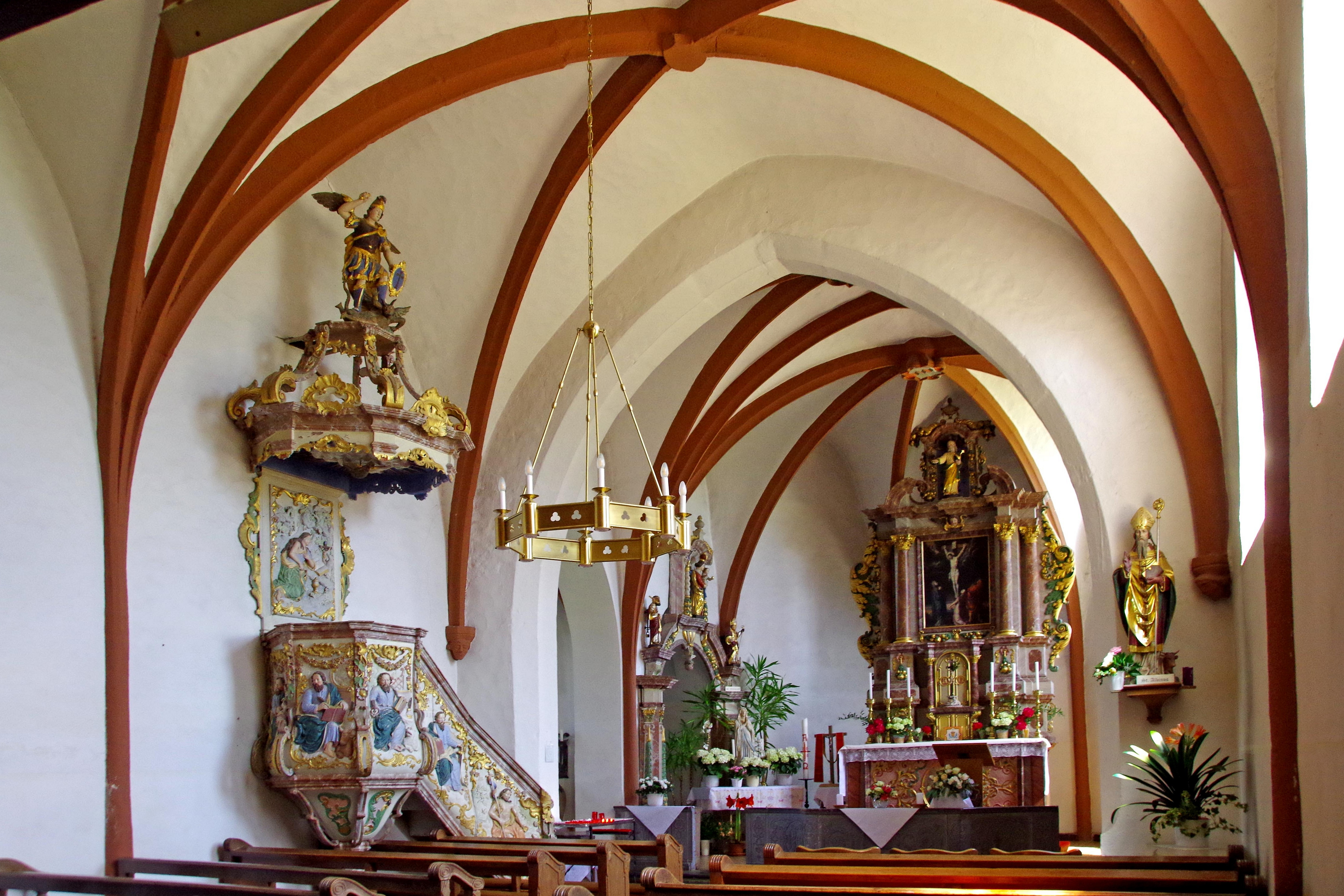
St. Willibrord (Elcherath)

Abt Wilhelm von Manderscheid-Kail der Abtei Prüm ließ 1515 Schiff und Chor der Kirche an den bereits bestehenden Westturm (mit achtseitiger Schieferpyramide) anbauen. Das dreiachsige Schiff mit Kreuzrippengewölbe hat im Norden keine Fenster. Im 19. Jahrhundert kamen eine kleine Sakristei und eine Eingangshalle hinzu. Die Kirche ist zu Ehren des heiligen Willibrord geweiht.

## Ausstattung

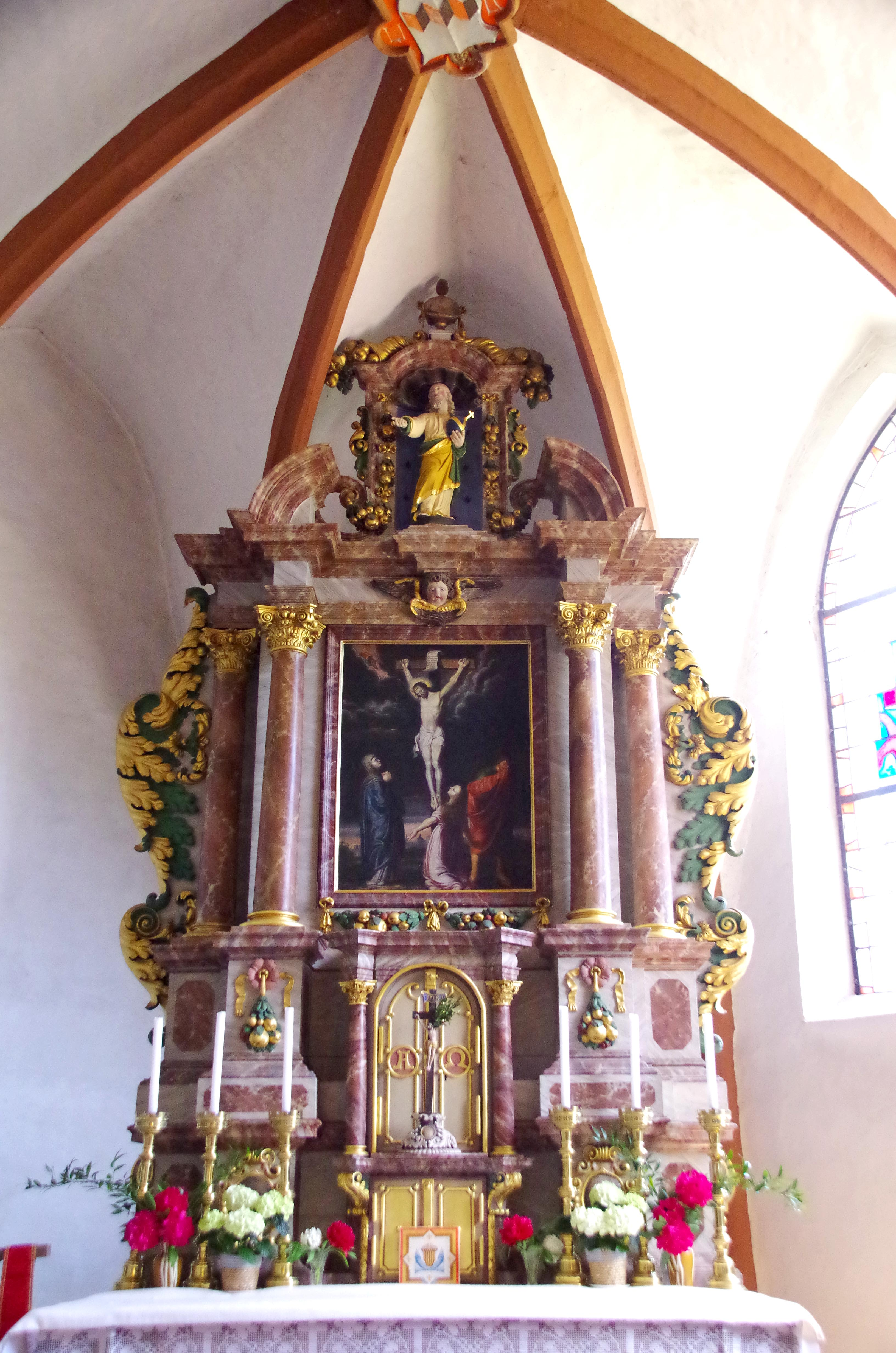
St. Willibrord (Elcherath)

Die Kirche ist bemerkenswert ausgestattet. Der Hochaltar von 1679, ein Säulenaltar mit einer gemalten Kreuzigungsgruppe und der Figur Christi als Salvator mundi, und die Nebenaltäre sind barock. Die reich gearbeitete Rokoko-Kanzel aus dem 18. Jahrhundert ist mit ganzfigurigen Evangelisten-Bildern im Relief ausgestattet. Paulus von Tarsus, Johannes der Täufer, Maria Magdalena und der Erzengel Michael kommen hinzu. Die geschweifte Kommunionbank ist aus Blauschiefer gearbeitet. Die neugotische Empore stammt von 1894.